# Abnormally Attracted to Sin
Abnormally Attracted to Sin è il decimo album in studio della cantante statunitense Tori Amos, pubblicato il 19 maggio 2009 negli Stati Uniti e il 18 maggio 2009 nel Regno Unito. L'album è stato accolto abbastanza bene dalla critica, ha infatti ricevuto un punteggio di 62 su 100 su Mediacritic.
| Recensione  | Giudizio |
| ----------- | -------- |
| Mediacritic | 62/100   |
| AllMusic    |          |

## Stile e testi
(Tori Amos parlando del brano Ophelia)
Ophelia è uno dei brani più significativi dell'album, un valzer intriso di dolore e sofferenza, cantato con il tono più soft della voce della cantante.
Durante un'intervista ad Out Magazine, la Amos ha parlato della canzone Maybe California, un brano nel quale una madre pensa di abbandonare suo marito e i suoi figli contemplando l'idea del suicidio, ha spiegato quanto sia stato personale per lei scrivere e comporre sia la canzone che l'intero album: "non avrei mai realizzato questo disco se non fossi stata spinta da varie motivazioni. Non voglio spiegarle nel dettaglio, ma Maybe California non viene dal nulla. Non puoi scrivere una canzone del genere semplicemente parlando con una persona che ha vissuto queste esperienze. Devi essere spinto in certi posti e situazioni".

## Tracce
1. Give – 4:13
2. Welcome to England – 4:08
3. Strong Black Vine – 3:27
4. Flavor – 4:05
5. Not Dying Today – 4:01
6. Maybe California – 4:24
7. Curtain Call – 4:52
8. Fire to Your Plain – 3:01
9. Police Me – 3:53
10. That Guy – 4:02
11. Abnormally Attracted to Sin – 5:33
12. 500 Miles – 4:05
13. Mary Jane – 2:42
14. Starling – 4:02
15. Fast Horse – 3:52
16. Ophelia – 4:42
17. Lady in Blue – 7:10

iTunes Bonus Track
1. Oscar's Theme – 3:38

## Classifiche
| Paese             | Posizione massima |
| ----------------- | ----------------- |
| Australia         | 28                |
| Austria           | 12                |
| Belgio (Fiandre)  | 23                |
| Belgio (Vallonia) | 49                |
| Danimarca         | 40                |
| Finlandia         | 20                |
| Francia           | 61                |
| Norvegia          | 37                |
| Nuova Zelanda     | 39                |
| Paesi Bassi       | 22                |
| Spagna            | 84                |
| Regno Unito       | 20                |
| Stati Uniti       | 9                 |